# Nezkrotný Okona
Nezkrotný Okona (v anglickém originále The Outrageous Okona) je v pořadí čtvrtá epizoda druhé sezóny seriálu Star Trek: Nová generace.

## Příběh
USS Enterprise D prolétá oblastí patřící Koalici Madena a detekuje malou nákladní loď. Poručík Worf hlásí, že loď má prázdný nákladní prostor a že na palubě se nachází jediná osoba. Dat si povšimne, že naváděcí systém je mimo provoz a pilot řídí loď manuálně. Kapitán Picard loď zavolá a na obrazovce se objeví pohledný muž jménem Okona. Poradkyně Troi konstatuje, že se jedná o neškodného tuláka. Picard se ho zeptá, zda mohou být něčím nápomocni.
Okona se transportuje na Enterprise a brzo začne flirtovat s ženskou částí posádky. S Datem, který jej doprovází do jeho ubikace, se snaží zapříst rozhovor a vtipkovat, na což se mu dostává odpovědi, že mluví s androidem. Okona to tedy vzdává. Dat se později pokouší naučit něco o humoru v simulátoru, ale jeho snažení není korunováno úspěchem.
Enterprise se setká s jiným malým plavidlem a odpoví na jeho volání. Volající se představí jako Debin a říká, že loď, kterou má Enterprise ve vleku, patří známému kriminálníkovi jménem Thadiun Okona. Picard odpoví, že Okona potřeboval opravit loď a ptá se, jakých činů se dopustil. Debin odpoví, že mu do toho nic není.
Přibližuje se jiná loď, která je podobná té Debinově, ale s jinými insigniemi na trupu. Představí se jako tajemník Kushell z planety Straleb a dožaduje se vydání Okony. Picard odpoví, že Debin žádá o totéž. Kushell říká, že jeho požadavek je prioritní. Picard řekne oběma, aby počkali a řekne Worfovi, aby Okonu přivedl a oznámí mu, že Debin i Kushell chtějí na Enterprise zaútočit, pokud jim nebude vydán. Okona ujišťuje Picarda, že není žádný kriminálník a že nemá pro požadavky obou mužů žádné vysvětlení.
Picard znovu hovoří s oběma muži, kteří vyžadují Okonovo vydání, a vyzývá je, aby se transportovali na Enterprise k dalším rozhovorům. Debin na to ukazuje svou mladou dceru Yanar (která je očividně těhotná) a říká, že Okona je otcem, zatímco Kushell prohlašuje, že využil přátelství jeho syna Benzana ke krádeži jakéhosi artefaktu.
Okona trvá na své nevině. Picard se nemůže roznodnout, komu ze dvou mužů by měl být vydán. Pokud by rozhodnutí nechal na nich, budou o něj bojovat. Okona zatím nabízí jiné řešení: Aby byl transportován zpět na svou loď a že zkusí své štěstí. Picard tedy zdráhavě zvažuje i tuto možnost. Okona se pokusí vypořádat se se situací po svém: Postaví se před oba naštvané muže a trvá na tom, že není zloděj, ale že neplánoval ani stát se otcem. Aby však urovnal vše kolem Yanar, nabízí, že se s ní ožení. Mezitím se Benzan otočí na svého otce a řekne, že artefakt nebyl ukraden, ale že si ho po právu vzal, protože je dědicem. Pak dodá, že jej dal Okonovi, aby jej doručil Yanar jako svatební dar. Takže dítě je jeho, nikoliv Okonovo. Okona přiznává, že působil jako spojka mezi oběma milenci a doručoval po mnoho měsíců mezi nimi zprávy. Pár doufal, že jejich sňatek by mohl vyřešit politické neshody mezi jejich otci.
Kushell řekne Okonovi, že jej zbavuje obvinění. Yannar je rozzlobená na Benzana za to, co udělal Okonovi, ale nakonec se udobří. Pak se společně s ostatními haštěří, na které ze dvou planet budou žít. Picard však odmítne působit nadále v tomto sporu jako arbitr a vykáže je na své lodě.
Dat se vrátí do simulátoru, aby zjistil, kolik se toho naučil o humoru. Vystupuje na pódiu před holografickým publikem. „Dobrý večer, dámy a pánové,“ přednese ve stylu Rodneyho Dangerfielda a publikum řve smíchy. Zatímco pokračuje ve své show, publikum stupňuje svůj smích, a to zvedá jeho sebedůvěru. Ale záhy zjistí, že publikum bylo naprogramováno, aby se smálo všemu, co dělá, dokonce i bezduchým gestům. Takže nakonec ukončí program a vrátí se na můstek, zatímco Okona odchází. Picard uvolní vlečný paprsek, Okona se loučí a Wesley se obrací na Data a říká: „Řekni sbohem, Date.“ Dat odpoví: „Sbohem, Date“ a všichni se začnou smát. Dat je překvapen jejich reakcí, dokud si neuvědomí, že šlo o starý komediální kousek od Burnse a Allen. Picard přikazuje odlet.